# Зайн-Витгенщайн
Зайн-Витгенщайн (на немски: Sayn-Wittgenstein) са благородна фамилия от Рейнланд-Пфалц в Германия.
Днешните фамилии Цу Зайн-Витгенщайн са наследници на линиите на графовете на Витгенщайн и на графовете на Графство Зайн от дома Спонхайм.
Графовете на Витгенщайн са били клон на графовете на Батенберг и Витгенщайн, които до 1238 г. са се наричали Фон Батенберг и също Фон Витгенщайн.
През XIV в мъжката линия на витгенщайнските графове е прекъсната и чрез женитбата на Аделхайд фон Витгенщайн със Салентин фон Зайн-Хомбург от дома Спонхайм двете фамилии се сливат. Той е първият граф, който носи името „Зайн-Витгенщайн“. От 1361 г. владенията са поделени на две:
- Старите владения на фамилията около Зайн и др. стават владение на линията Зайн-Зайн;
- Владенията около Хомбург-Брьол и витгенщайнското наследство около Бад Ласпхе и Берлебург преминават към властта на линията Зайн-Витгенщайн.